# Rhizoctonia ferruginea
Rhizoctonia ferruginea é uma espécie de fungo pertencente à família Ceratobasidiaceae.